# زمانی برای خاکستر
زمانی برای خاکستر یک مجموعه تلویزیونی محصول سال ۱۳۸۱ به کارگردانی حمید بهمنی، نویسندگی سید سعید رحمانی و تهیه‌کنندگی مجید مولایی می‌باشد که از شبکه یک پخش شد. این مجموعه در شش قسمت تهیه شد.

## خلاصه داستان
به بحث دربارهٔ مسایل و مشکلات جانبازان و ایثارگران و نیز چگونگی حضور آنها در اجتماع امروز می‌پردازد. داستان یکی از آزادگان را بیان می‌کند که پس از مدت‌ها وقتی به شهر خود بازمی‌گردد، با شرایط دگرگون شده جامعه مواجه می‌شود و همه چیز به نظرش عجیب و غیرقابل لمس می‌نماید. این شخص طی این مدت پی به افکار و اعمال غیر متعارف فرزندش هم می‌برد که با آرمان‌ها و اندیشه‌های او تفاوت و فاصله فاحش و زیادی دارد. این موضوع تنش‌هایی را میان این آزاده و سایر افراد خانواده و اطرافیانش به دنبال دارد تا اینکه سرانجام با حضور یک رزمنده دیگر شرایط تغییر می‌کند.

## بازیگران
- محمد کاسبی
- اشکان خطیبی
- پوراندخت مهیمن
- جعفر دهقان
- حسین خاکی

## جوایز
- حمید بهمنی - بهترین کارگردانی در نهمین جشنواره فیلم دفاع مقدس
- سید سعید رحمانی - بهترین فیلمنامه در نهمین جشنواره فیلم دفاع مقدس
- مهرداد خوشبخت - بهترین تدوین در نهمین جشنواره فیلم دفاع مقدس